# برادلي هولمز
برادلي هولمز (بالإنجليزية: Bradley Holmes)‏ (مواليد 16 ديسمبر 2002) هو لاعب كرة قدم إنجليزي محترف يلعب كمهاجم في هايد يونايتد، على سبيل الإعارة من نادي بلاكبول.